# Roboti jutranje zore
‎Roboti jutranje zore (v izvirniku angleško The Robots of Dawn) je znanstvenofantastični roman ameriškega pisatelja Isaaca Asimova, ki je prvič izšel leta 1983 pri ameriški založbi Doubleday. Gre za tretji roman v avtorjevi seriji o robotih, predstavlja pa tudi navezavo na njegovo serijo Foundation.
Leta 1984 je bil nominiran za nagradi hugo in locus. V slovenščino ga je prevedel Boris Grabnar, njegov prevod je izšel leta 1987 pri Tehniški založbi Slovenije (COBISS).